# Haworth (West Yorkshire)
Haworth is een dorp en toeristische trekpleister in het Engelse graafschap (county) West Yorkshire. 
Haworth geniet vooral bekendheid als woonplaats van de gezusters Brontë (Charlotte Brontë, Emily Brontë, Anne Brontë). Deze gezusters waren weliswaar geboren in Thornton, maar hun werken schreven ze allemaal in Haworth, waar hun vader voorging in de lokale kerk. Het huis waar zij woonden is nu een museum.
Haworth trekt ook toeristen die door de omgeving trekken, met attracties als een bewaard gebleven spoorlijn voor stoomtreinen, waar opnamen zijn gemaakt voor verschillende films en tv-series.
Haworth maakt deel uit van de civil parish Haworth, Cross Roads and Stanbury.

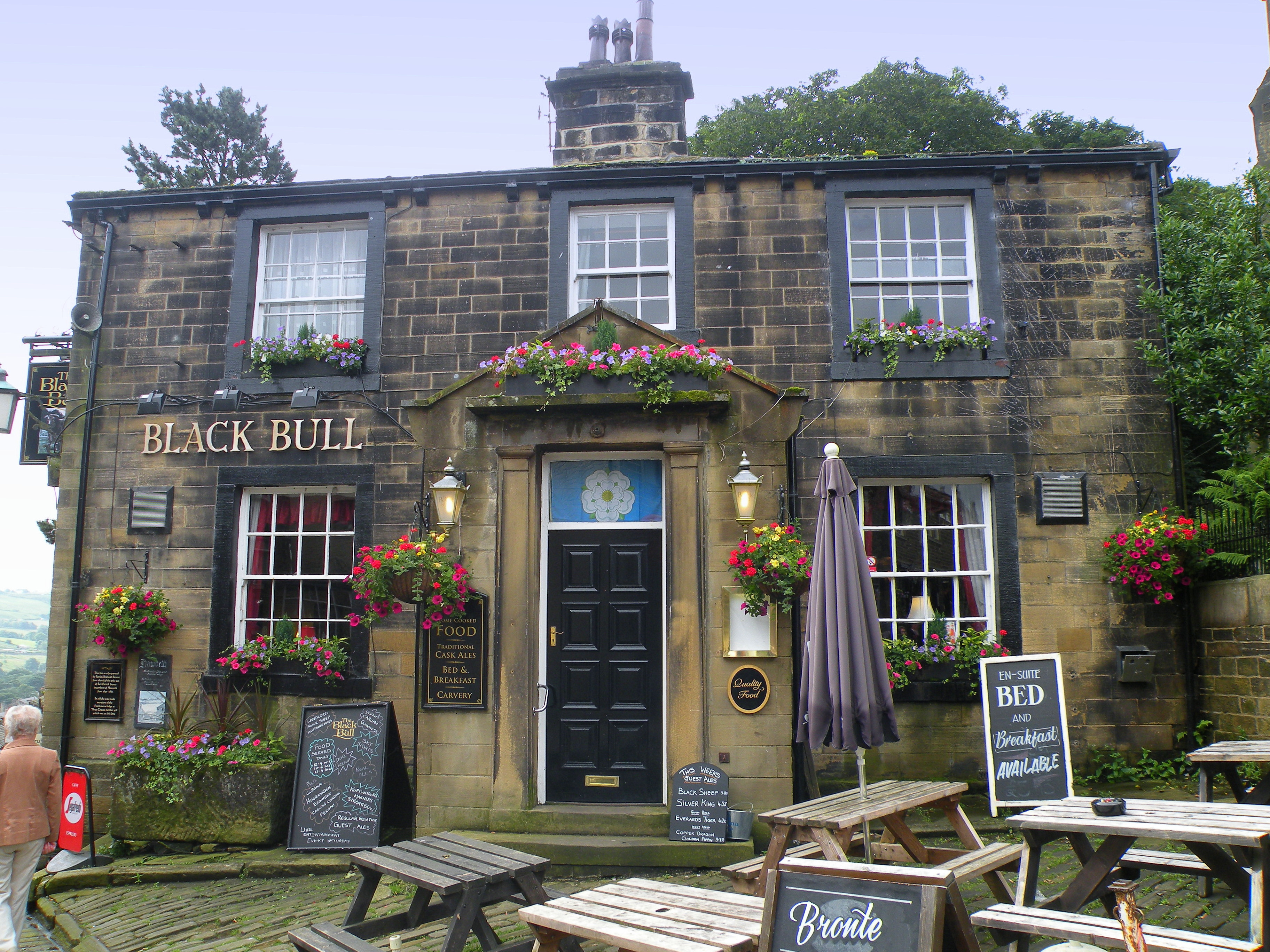
Haworth, the Black Bull

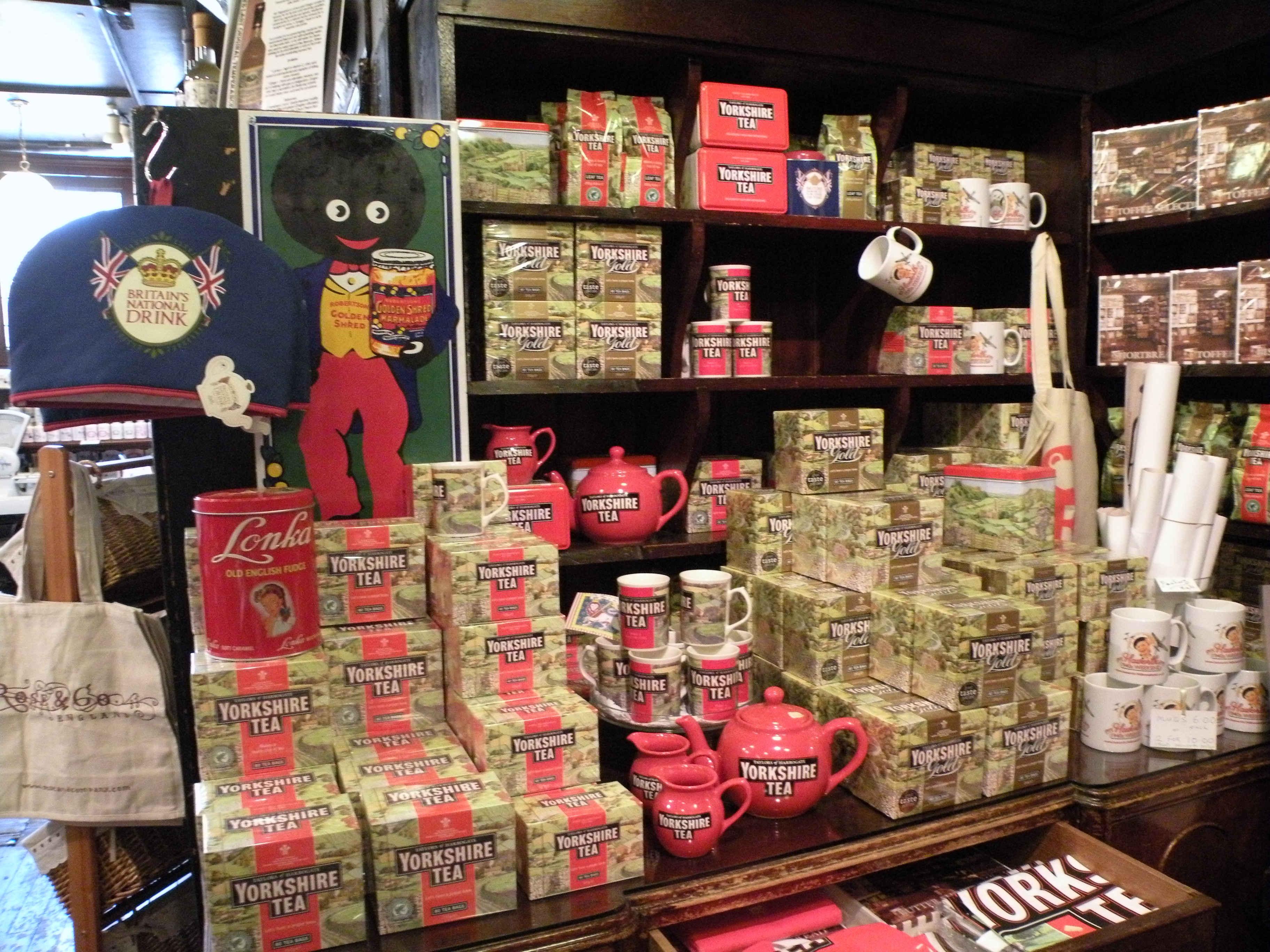
Interieur Rose & Co. Apothecary

## Overleden
- Emily Brontë (1818-1848), Brits schrijfster
- Anne Brontë (1820-1849), Brits schrijfster
- Charlotte Brontë (1816-1855), Brits schrijfster